# المرج الأخضر
المرج الأخضر هي إحدى بلدات محافظة إدلب في سورية تتبع منطقة جسر الشغور تبعد عنها حوالي 8 كيلومتر. كانت المرج مؤلفة من قريتين هما مشمشان والكستن التحتانيv قبل أن توحد في بلدة تحمل اسم المرج الأخضر. سميت بهذا الاسم نسبة إلى موقعها وسط الطبيعة الغناء في مرج اخضر ممتد.
- مشمشان: تقع شمال جسر شرق الشغور تشرف على سهول واسعة تغطيها الاشجار المختلفة من الزيتون وكافة أنواع الاشجار المثمرة المدن القريبة جسر الشغور مدينة السويدية أنطاكية

- الكستن التحتاني: تقع شمال شرق جسر الشغور -ترقد اسفل الجبل الوسطاني-تشرف على سهول واسعة يغطيها اشجار الزيتون-يبلغ عددسكانها6000 نسمة يعمل مظم سكانها بالزراعة.